# 埃农泰基厄机场
埃农泰基厄机场（芬蘭語：Enontekiön lentoasema），位于芬兰共和国拉普兰省埃农泰基厄以西8千米处。2007年旅客运输量为2.5万人次。其海拔为306米，是芬兰海拔最高的机场。

## 历史
埃农泰基厄机场于1980年完工，1988年起由Finavia管理。其跑道在2000年扩建后，加长到2000米。机场航站楼建于1989年。

## 通航航空公司及航点
- 芬兰通勤航空：赫尔辛基（3月至5月）